# Kirche Kirchditmold

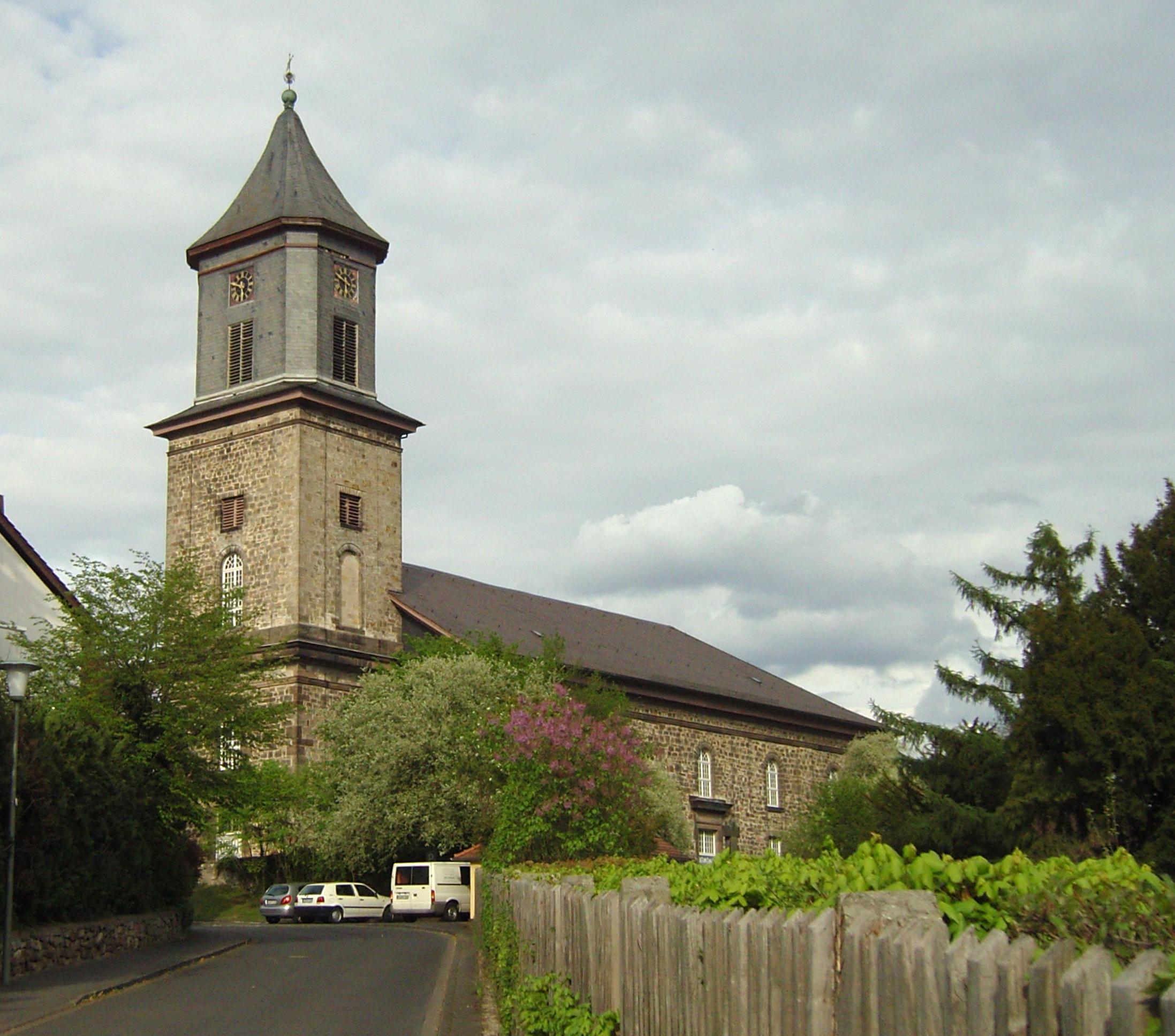
Kirche Kirchditmold 2010

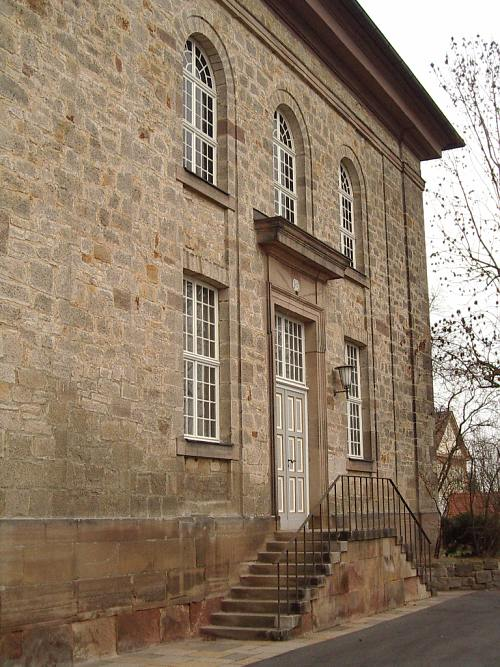
Ostseite

Die Kirche Kirchditmold ist eine evangelische Kirche im Kasseler Stadtteil Kirchditmold. Die klassizistische Saalkirche wurde 1792 fertiggestellt.

## Geschichte
Kirchditmold war im Mittelalter der politische und kultische Mittelpunkt in der Zeit des frühen Mittelalters vor der Errichtung des Königshofes in Kassel.
Die Chroniken beschreiben, dass sich in dem damals selbstständigen Dorf Kirchditmold eine Taufkirche und eine alte vernachlässigte Kirche befanden. Es gibt Vermutungen, dass die vernachlässigte Kirche an der Stelle einer heidnischen Opferstätte errichtet wurde, die sich an einer heute noch vorhandenen Quelle befand. Die Taufkirche gilt als die Vorgängerkirche. Sie stand auf einem weit sichtbaren Platz auf einer Anhöhe. Diese wuchs in ihrer Bedeutung mit der Gründung des Klosters Weißenstein im Jahr 1134, da Kirchditmold fortan zu dem ausgedehnten Kirchenspiel Weißenstein-Kirchditmold gehörte, welches den Schauenburger Grafen dazu diente, sich eine territoriale Vorherrschaft in Nordhessen gegen die vordringenden Thüringer Landgrafen zu sichern. Im Gegenzug dazu gründeten die Thüringer Landgrafen das Kloster Ahnaberg.
Aus alten Chroniken ist bekannt, dass der im schwäbischen Meßkirch geborene Wanderprediger Heimerad, der als Gründer des Klosters Hasungen gilt, hier gepredigt hat und dass Heimrad im Jahr 1019 gestorben ist.
Im elften Jahrhundert unterstand Kirchditmold den Grafen von Schauenburg bei Hoof. Zwei Jahrhunderte später ging die Herrschaft auf die Familie von Dalwigk über. Damit war nicht mehr das staatliche Schirmvogtamt der Schauenburger Grafen verbunden, sondern nur noch die Ämter als Patrone von Kirchditmold. Trotzdem bestand das Patronat noch viele Jahrhunderte und erlosch erst mit dem Verzicht des letzten Inhabers im Jahr 1942.
Am 26. April 1780 stürzte der Turm der Kirche ein und beschädigte das Kirchengebäude erheblich. Der Bauinspektor Hisner wurde mit einem Entwurf zum Wiederaufbau der Kirche am alten Ort beauftragt. Der Plan wurde 1780 vom Kirchenspiel Weißenstein dem Generaldirektorium vorgelegt, um die Bewilligung einer Beihilfe zur Aufbringen der Kosten zu erreichen. Nach Ablehnung des Plans aus Kostengründen erfolgte 1782 eine erneute Vorlage. Nach diesem Plan wurden die Kosten mit 6000 Talern veranschlagt, die Kirchenmittel wurden mit 482 Talern beziffert, und die politische Gemeinde Kirchditmold wolle sich mit 40 Talern an den Kosten beteiligen. Dabei wurde an den Landgrafen die Frage gestellt, ob er die nötigen Mittel zuschießen wolle. Die Antwort vom Landgrafen vom 13. September 1782 lautete, dass die Kirche so gut wie möglich repariert werden soll und mit einem Turm zu versehen sei. Nach jahrelangen kontroversen Verhandlungen wurde der Kasseler Oberhofbaumeister und Architekt Simon Louis du Ry 1786 vom Landgrafen Friedrich II. beauftragt, die Kirche zu begutachten. Dabei kam er am 21. Oktober 1786 zu dem Schluss, dass die Kirche nicht mehr reparaturfähig sei. Auf diese Einschätzung hin wurde das Kirchengebäude abgerissen.
Der Kirchenneubau wurde nach den Plänen von Louis du Ry im Juni 1787 begonnen und am 3. Juni 1792 eingeweiht.
Trotz Erhöhung der veranschlagten Bausumme reichten die Mittel nicht aus, um den Kirchturm auf seine geplante Höhe zu bringen. So wurde auf das erste Geschoss ein spitzer Turmhelm gesetzt. Dies bezeugen die Schallluken im mittleren Geschoss. Statt geplanter vier Zifferblätter für die Turmuhr gab es aufgrund der finanziellen Probleme erst nur zwei. Im Jahr 1910 entschied man sich nach einem Brand des Turmes, ihn zu erhöhen und mit vier Zifferblättern auszustatten.

## Architektur
Die schlichte, unverputzte Saalkirche ist im Stil des Klassizismus ausgeführt. Ein flaches Walmdach bedeckt die Kirche. Die doppelgeschossigen Fenster werden durch Lisenen gegliedert, die in einem umlaufenden profilierten Gesims enden. Im unteren Bereich sind die Fenster hochrechteckig und im oberen rundbogig gestaltet.
Der Westturm ist vorgelagert und wird von einem verjüngten, oktogonalen, verschieferten Obergeschoss mit Zeltdach abgeschlossen, das von einem Turmknauf mit Kreuz bekrönt wird.
Eine Bauinschrift in der Kirche erinnert an die Einweihung im Jahr 1792: „Durch die großmüthige Unterstützung des Herrn Landgraffen Wilhelm IX. wurde diese Kirche erbaut. Die Einweihung derselben geschahe am 3ten Juni 1792 in Abwesenheit Sr. Hochfürstl. Durchlaucht während des damaligen Feldzugs in Frankreich. War der geheime Etats Minister von Wittorf als fürstlicher abgeordneter bey der Feyerlichkeit der Einweihung gegenwärtig. Der zeitige Pfarrer Cuntz hielt die zum Druck beforderte Einweyhung Predigt über Psalm XXVI Vers VIII. Welcher eine Versammlung von mehr als zweytausend Menschen aus hiesiger gegend beywohnete.“

## Orgel
Kirchenrechnungen in den Jahren 1678 und 1680 über Orgelreparaturen weisen auf die Existenz einer Orgel in dieser Zeit hin. Im Zuge des Kirchenneubaus wurde dieses Instrument nach Heckershausen verschenkt und später ersetzt. Für Kirchditmold baute Georg Wilhelm Wilhelmy in den Jahren 1791/1792 für 968 Taler eine neue Orgel. Sie verfügte wahrscheinlich über 18 Register, die auf zwei Manuale und Pedal verteilt waren. Der fünfachsige Prospekt hat einen überhöhten, runden Mittelturm und außen zwei Spitztürme, dazwischen niedrigere Flachfelder, die alle nach oben mit profilierten Gesimsen abschließen. Die Schleierbretter haben vergoldetes Blattwerk, die flankierenden Blindflügel vergoldetes Rankenwerk mit Voluten und Früchten, die sich von der weißen Fassung des Gehäuses abheben.
Im 19. Jahrhundert erfolgte ein tiefgreifender Umbau durch einen unbekannten Orgelbauer, der das Positiv durch ein Echowerk mit sanften Stimmen ersetzte. 1925 folgte Veränderungen im Sinne der Orgelbewegung und 1950 ein weiterer Registeraustausch durch die Willi Peter, um den Klang zu barockisieren. Ein weiterer Umbau im Jahr 1963 durch die Firma Bosch, der einem Neubau gleichkam, schloss eine Erweiterung des Instruments durch ein Rückpositiv ein. Dessen nüchterne Formen aus fünf schlichten, hochrechteckigen Kästen knüpfen nicht organisch an den historischen Wilhelmi-Prospekt an, der noch ganz in barocker Tradition ausgeführt wurde. Auch die anderen Werke erhielten zusätzliche Register, der Klaviaturumfang wurde 1969 erweitert. Pedalwerk und Schwellwerk wurden hinterständig aufgestellt und treten an den Seiten hervor. Eine Verlegung des Spieltisches an das Rückpositiv auf Wunsch von Kantor Fenner führte zu einer schwergängigen Traktur und musste wieder rückgängig gemacht werden. Seit 1963 umfasst die Disposition 30 Register und lautet wie folgt:
| I Rückpositiv C–g3 |            |       |
| 1.                 | Rohrpommer | 8′    |
| 2.                 | Spitzflöte | 4′    |
| 3.                 | Prinzipal  | 2′    |
| 4.                 | Quinte     | 1 ⁄3′ |
| 5.                 | Zimbel III | 2⁄3′  |
| 6.                 | Krummhorn  | 8′    |
|                    | Tremulant  |       |

| II Hauptwerk C–g3 |              |       |
| 7.                | Quintade     | 16′   |
| 8.                | Prinzipal    | 8′    |
| 9.                | Rohrflöte    | 8′    |
| 10.               | Oktave       | 4′    |
| 11.               | Kleingedackt | 4′    |
| 12.               | Quinte       | 2 ⁄3′ |
| 13.               | Spitzflöte   | 2′    |
| 14.               | Mixtur VI    |       |
| 15.               | Trompete     | 8′    |

| III Schwellwerk C–g3 |              |    |
| 16.                  | Gedackt      | 8′ |
| 17.                  | Prinzipal    | 4′ |
| 18.                  | Blockflöte   | 4′ |
| 19.                  | Oktave       | 2′ |
| 20.                  | Sifflöte     | 1′ |
| 21.                  | Terzian II   |    |
| 22.                  | Scharf IV    |    |
| 23.                  | Rohrschalmei | 8′ |
|                      | Tremulant    |    |

| Pedal C–f1 |              |     |
| 24.        | Untersatz    | 16′ |
| 25.        | Subbaß       | 16′ |
| 26.        | Prinzipalbaß | 8′  |
| 27.        | Flötbaß      | 8′  |
| 28.        | Oktave       | 4′  |
| 29.        | Mixtur IV    | 2′  |
| 30.        | Posaune      | 16′ |

- Koppeln: I/II, III/I, I/P, II/P, III/P
- Spielhilfen: 2 freie Kombinationen

## Chororgel
Für Begleitaufgaben steht in Chorraum eine Kleinorgel zur Verfügung, die von Wolfgang Bosch 1988 erbaut wurde.
| Manual C–g3 |                             |       |
| 1.          | Gedackt                     | 8′    |
| 2.          | Blockflöte                  | 4′    |
| 3.          | Prinzipal                   | 2′    |
|             | Quinte (Vorabzug aus Nr. 4) | 1 ⁄3′ |
| 4.          | Mixtur II                   |       |

| Pedal C–f1 |         |     |
| 5.         | Rankett | 16′ |

## Kantorei Kirchditmold
Die Kantorei Kirchditmold wurde 1911 gegründet. Sie wirkt regelmäßig musikalisch in Gottesdiensten mit und gibt chorsinfonische Konzerte im In- und Ausland. Beispiele sind die Einladung zum Musikfestival „Leiturgia“ 1997/98 nach Jerusalem und ein Diplom für hervorragende Konzerte beim internationalen Musikfestival „music sacra praga“ 2003 in Prag. Sie hat derzeit etwa 100 Mitglieder.